# Eva Bergman
Eva Bergman (IPA ['bærjman]; Helsingborg, 5 settembre 1945) è una regista svedese.
È stata la moglie dello scrittore di letteratura poliziesca e letteratura per l'infanzia Henning Mankell.

## Biografia
Attiva sia in teatro che in televisione, è figlia di Ingmar Bergman e di Ellen Lundström, con cui il regista è stato sposato dal 1947 al 1952. Eva Bergman è sorellastra di Ingmar Jr., pilota di aeroplani, Mats e Anna, attori, Daniel, anch'egli regista, e Linn Ullmann, scrittrice, che Bergman ebbe nel 1966 dalla relazione con l'attrice Liv Ullmann).
Dal 1979 al 2002 è stata direttrice del Backa Teater di Göteborg, specializzato nella messa in scena di opere teatrali destinate al mondo dell'infanzia. Sempre per il teatro è poi passata ad allestire opere per il Dramaten, il Royal Dramatic Theatre. Nel 1984 è stata assistente alla regia nel film per la televisione Efter repetitionen (intitolato Dopo la prova in Italia). Passata presto alla regia, ha al suo attivo come attrice una sola interpretazione, nel 1974, nella miniserie televisiva De Tre från Haparanda.

## Filmografia
- En Midsommarnattsdröm (1990, TV)
- Trappen (1991, TV)
- Gisslan (1996, TV)
- Faust (1996, TV)
- Sven (1997, di cui ha curato anche la sceneggiatura)